# Prionomma attratum
Prionomma attratum är en skalbaggsart som först beskrevs av Gmelin 1790.  Prionomma attratum ingår i släktet Prionomma och familjen långhorningar.
Artens utbredningsområde är Sri Lanka. Inga underarter finns listade i Catalogue of Life.